# Mubarik Mohamed Abdirahman
Mubarik Mohamed Abdirahman, född 3 november 1982 i Somalia, är en svensk politiker (socialdemokrat). Han var riksdagsledamot (tjänstgörande ersättare) 2022 för Malmö kommuns valkrets.
Mohamed Abdirahman kandiderade i riksdagsvalet 2018 och blev ersättare. Han var tjänstgörande ersättare i riksdagen för Joakim Sandell under perioden 19 april–22 maj 2022. I riksdagen var Mohamed Abdirahman extra suppleant i finansutskottet.